# Cadillac CT5
La Cadillac CT5 est une voiture de luxe de taille moyenne fabriquée et commercialisée par General Motors sous la marque Cadillac. Elle remplace la Cadillac CTS.

## Aperçu
La CT5 est présentée au Salon de New York 2019 en avril avant d'être commercialisée à l'automne 2019. Contrairement à sa prédécesseure, la CTS et le vaisseau amiral CT6, la carrosserie fastback de la CT5 s'inspire des modèles fastback Cadillac de la fin des années 1940. La CT5 a été mise en vente à l'automne 2019 et est disponible en quatre niveaux de finition (Luxury, Premium Luxury, Sport et V) avec un système de conduite semi-autonome Super Cruise en option.
Le modèle CT5 de base est propulsé par le quatre cylindres en ligne turbocompressée LSY de 2,0 L produisant 237 ch à 5 000 tr/min. La CT5 est également proposée avec un V6 bi-turbocompressé LGY de 3,0 L optionnel qui produit 335 ch dans la CT5 standard ou 360 ch à 5 400 tr/min dans la CT5-V. La seule transmission offerte est une automatique à 10 rapports.
La CT5 arrivera chez les concessionnaires nord-américains au deuxième trimestre de 2020. Avec un prix d'un peu moins de 42000 $.

## CT5-V

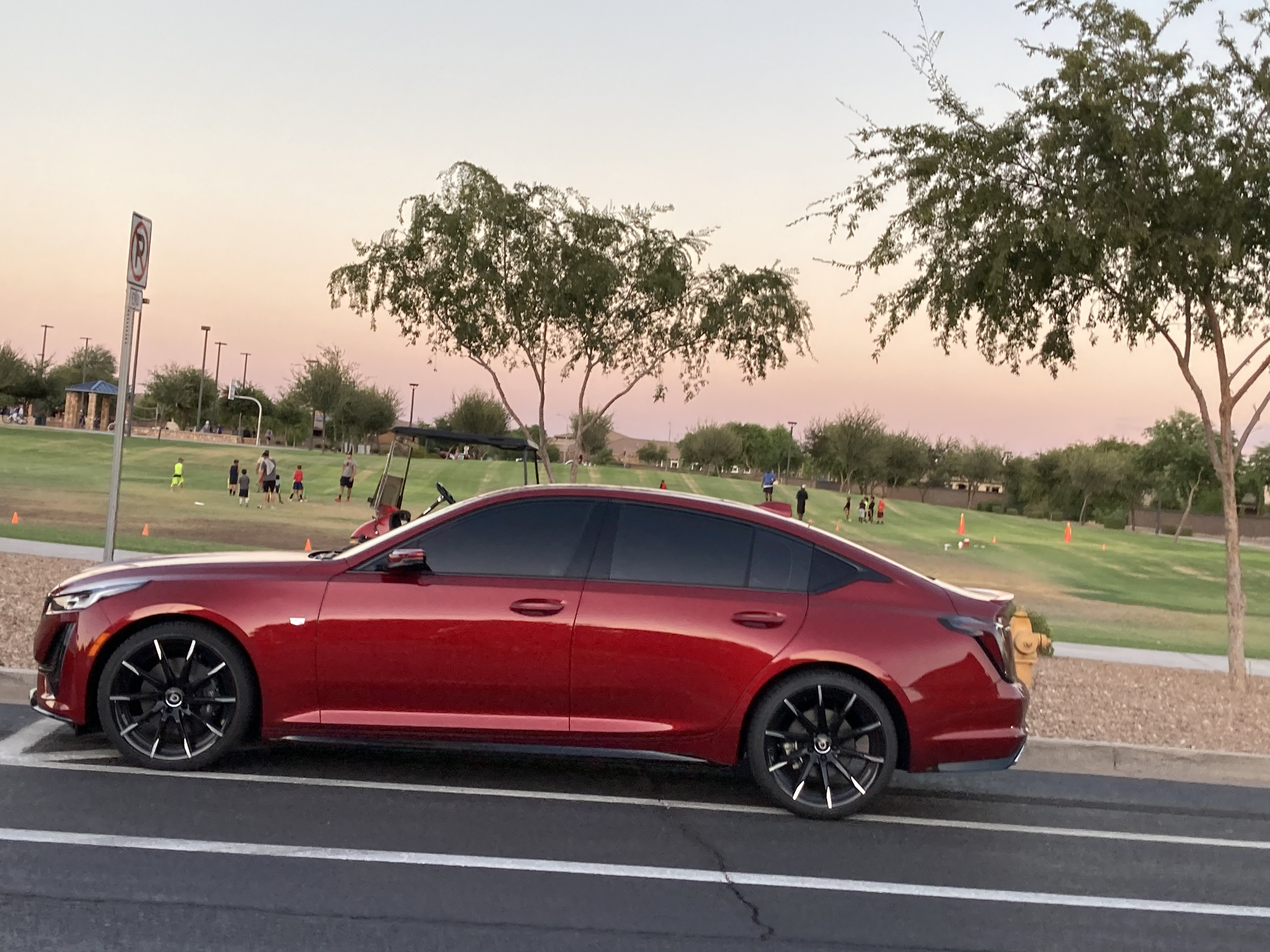
CT5-V

Ensuite, sa variante sportive CT5-V est dévoilée en mai 2019 pour remplacer la Cadillac CTS-V. Le CT5-V utilise un V6 biturbo de 3,0 litres.

## CT5-V Blackwing
La CT5-V Blackwing est une version extrême de la CT5-V déjà haute performance, mais elle utilisera un V8 suralimenté de 6,2 litres directement de la Chevrolet Camaro ZL1 de sixième génération et de la Corvette Z06 de septième génération. Cadillac a annoncé qu'avec la boîte automatique à dix vitesses, la CT5-V Blackwing RWD peut accélérer de 0 à 97 km/h en seulement 3,3 secondes et passer 330 km/h, et que la CT5-V Blackwing AWD peut faire le même sprint en seulement 3,1 tout en atteignant 328 km/h. La version à boite manuelle à six vitesses sera appelée CT5-V Pure, elle pourra accélérer de 0-97 km/h en 3, 7 secondes et aura une vitesse maximale de 319 km/h.
Heures de quart de mile répertoriées:
- 11,2 secondes à 128 mph (206 km/h) pour la CT5-V Blackwing RWD [AT]
- 11,3 secondes à 126 mph (202 km/h) pour la CT5-V Blackwing AWD [AT]
- 11,8 secondes à 125 mph (201 km/h) pour la CT5-V Blackwing RWD [MT]

## Caractéristiques techniques
La Cadillac CT5 est bâtie sur une évolution de la plate-forme Alpha, la Alpha 2.

## Ventes
| Année civile | États-Unis | Chine |
| ------------ | ---------- | ----- |
| 2019         | 43         |       |